# Senátní obvod č. 46 – Ústí nad Orlicí
Senátní obvod č. 46 – Ústí nad Orlicí je podle zákona č. 247/1995 Sb. tvořen částí okresu Ústí nad Orlicí, ohraničenou na severozápadě obcemi Vraclav, Zámrsk, Slatina, Vysoké Mýto, Zálší, Kosořín, Zářecká Lhota, Mostek, Nasavrky, Podlesí, Seč a Sudslava, na jihozápadě obcemi Vysoké Mýto, Pustina, Libecina a Javorník, a severozápadní částí okresu Svitavy, tvořenou obcemi Sloupnice, Vlčkov a Němčice.
Současným senátorem je od roku 2022 Petr Fiala, který byl zvolen jako kandidát KDU-ČSL a Společně pro kraj (SproK). V Senátu je členem Senátorského klubu KDU-ČSL a nezávislí.

## Senátoři

Bohumil Čada
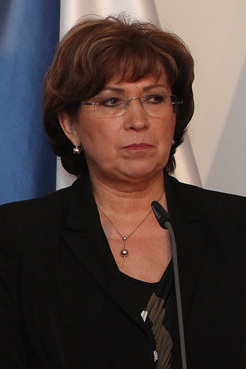
Ludmila Müllerová
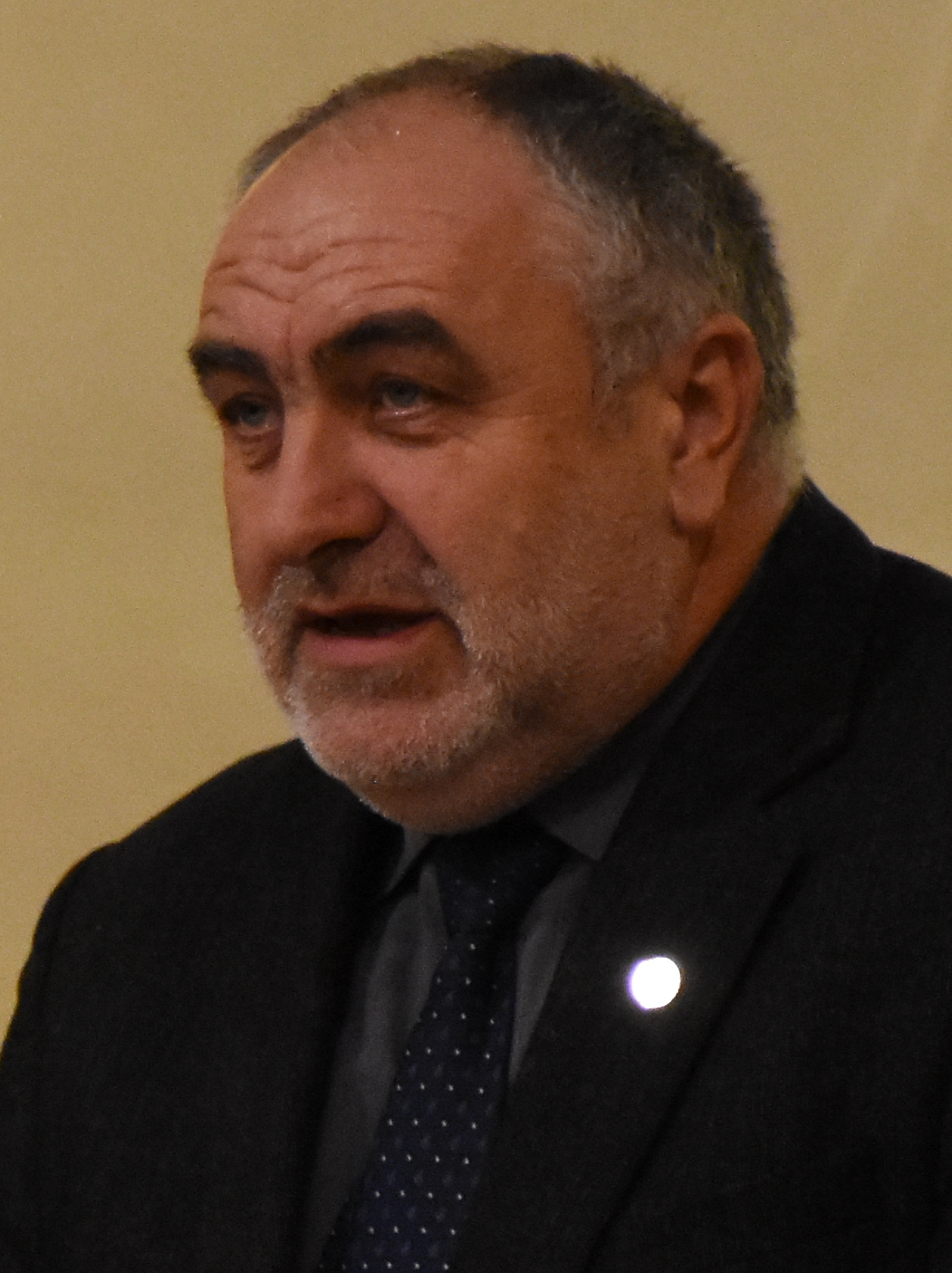
Petr Šilar
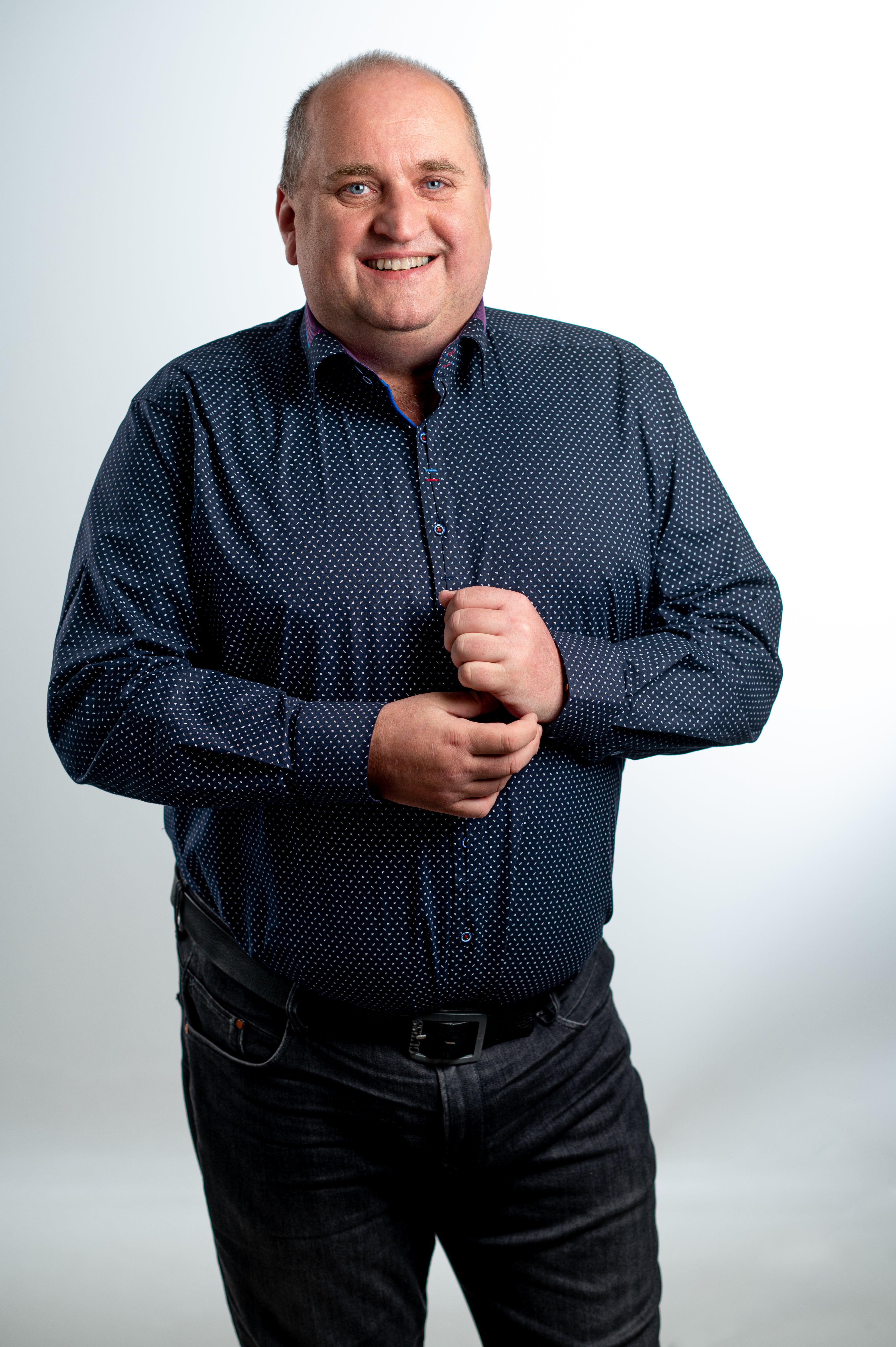
Petr Fiala

| Volby | Volby                  | Senátor        | Volební strana | Navrhující strana | Politická příslušnost | Odkaz  |
| ----- | ---------------------- | -------------- | -------------- | ----------------- | --------------------- | ------ |
|       | 1996                   | Bohumil Čada   | KDU-ČSL        | KDU-ČSL           | KDU-ČSL               | profil |
| 1998  | 4KOALICE               | Bohumil Čada   | 4KOALICE       | profil            | KDU-ČSL               |        |
| 2004  | Ing. Ludmila Müllerová | KDU-ČSL        | KDU-ČSL        | profil            | KDU-ČSL               |        |
| 2010  | Ing. Petr Šilar        | KDU-ČSL        | KDU-ČSL        | profil            | KDU-ČSL               |        |
| 2016  | Ing. Petr Šilar        | KDU-ČSL        | KDU-ČSL        | profil            | KDU-ČSL               |        |
| 2022  | Petr Fiala             | KDU-ČSL, SproK | KDU-ČSL        | SproK             | profil                |        |

## Volby

### Rok 1996
| Kandidát           | Volební strana | Navrhující strana | Politická příslušnost | Počet hlasů (1. kolo) | %     | Počet hlasů (2. kolo) | %     |
| ------------------ | -------------- | ----------------- | --------------------- | --------------------- | ----- | --------------------- | ----- |
| Bohumil Čada       | KDU-ČSL        | KDU-ČSL           | KDU-ČSL               | 9 600                 | 26,84 | 17 294                | 57,23 |
| Vladimír Zamazal   | ODS            | ODS               | ODS                   | 12 716                | 35,56 | 12 925                | 42,97 |
| Václav Erben       | ČSSD           | ČSSD              | ČSSD                  | 6 296                 | 17,60 | —                     | —     |
| Ing. Jiří Karlíček | KSČM           | KSČM              | KSČM                  | 3 819                 | 10,68 | —                     | —     |
| Ing. Jiří Marek    | NK             | NK                | BEZPP                 | 3 333                 | 9,32  | —                     | —     |

### Rok 1998
| Kandidát           | Volební strana | Navrhující strana | Politická příslušnost | Počet hlasů (1. kolo) | %     | Počet hlasů (2. kolo) | %     |
| ------------------ | -------------- | ----------------- | --------------------- | --------------------- | ----- | --------------------- | ----- |
| Bohumil Čada       | 4KOALICE       | 4KOALICE          | KDU-ČSL               | 17 683                | 45,62 | 13 853                | 69,67 |
| Lubomír Hýbl       | ODS            | ODS               | ODS                   | 10 251                | 26,44 | 5 946                 | 30,03 |
| František Slavík   | ČSSD           | ČSSD              | ČSSD                  | 6 075                 | 15,67 | —                     | —     |
| Ing. Jiří Karlíček | KSČM           | KSČM              | KSČM                  | 4 756                 | 12,27 | —                     | —     |

### Rok 2004
| Kandidát               | Volební strana | Navrhující strana | Politická příslušnost | Počet hlasů (1. kolo) | %     | Počet hlasů (2. kolo) | %     |
| ---------------------- | -------------- | ----------------- | --------------------- | --------------------- | ----- | --------------------- | ----- |
| Ing. Ludmila Müllerová | KDU-ČSL        | KDU-ČSL           | KDU-ČSL               | 7 844                 | 26,85 | 9 830                 | 50,15 |
| Jiří Čepelka           | ODS            | ODS               | ODS                   | 10 702                | 36,63 | 9 771                 | 49,84 |
| RNDr. Jaroslav Demel   | ČSSD           | ČSSD              | BEZPP                 | 4 295                 | 14,70 | —                     | —     |
| RSDr. Jaroslav Fišer   | KSČM           | KSČM              | BEZPP                 | 3 823                 | 13,08 | —                     | —     |
| Mgr. Ervín Kukuczka    | SNK            | SNK               | BEZPP                 | 1 848                 | 6,32  | —                     | —     |
| Adam Bubna-Litic       | KČ             | KČ                | BEZPP                 | 354                   | 1,21  | —                     | —     |
| Mgr. Pavel Valenz      | NEZ            | NEZ               | BEZPP                 | 345                   | 1,18  | —                     | —     |

### Rok 2010
| Kandidát                | Volební strana | Navrhující strana | Politická příslušnost | Počet hlasů (1. kolo) | %     | Počet hlasů (2. kolo) | %     |
| ----------------------- | -------------- | ----------------- | --------------------- | --------------------- | ----- | --------------------- | ----- |
| Ing. Petr Šilar         | KDU-ČSL        | KDU-ČSL           | KDU-ČSL               | 10 311                | 22,52 | 14 622                | 56,13 |
| Ing. Miloslav Soušek    | ČSSD           | ČSSD              | ČSSD                  | 10 213                | 22,30 | 11 427                | 43,86 |
| Ing. Ludmila Müllerová  | TOP 09, STAN   | TOP 09            | TOP 09                | 8 377                 | 18,29 | —                     | —     |
| Mgr. Richard Neugebauer | ODS            | ODS               | ODS                   | 7 395                 | 16,15 | —                     | —     |
| Ing. Jaromír Dušek      | SPOZ           | SPOZ              | BEZPP                 | 3 807                 | 8,31  | —                     | —     |
| Jaroslav Bajt           | KSČM           | KSČM              | KSČM                  | 2 944                 | 6,43  | —                     | —     |
| MUDr. Wesselin Toppisch | Suverenita     | Suverenita        | BEZPP                 | 2 735                 | 5,97  | —                     | —     |

### Rok 2016
| Kandidát            | Volební strana | Navrhující strana | Politická příslušnost | Počet hlasů (1. kolo) | %     | Počet hlasů (2. kolo) | %     |
| ------------------- | -------------- | ----------------- | --------------------- | --------------------- | ----- | --------------------- | ----- |
| Ing. Petr Šilar     | KDU-ČSL        | KDU-ČSL           | KDU-ČSL               | 11 523                | 33,61 | 9 681                 | 63,92 |
| Mgr. Jan Lipavský   | ANO            | ANO               | BEZPP                 | 6 381                 | 18,61 | 5 463                 | 36,07 |
| Jaroslav Zedník     | TOP 09         | TOP 09            | TOP 09                | 5 947                 | 17,35 | —                     | —     |
| Ing. Dalibor Zelený | ČSSD           | ČSSD              | ČSSD                  | 3 956                 | 11,54 | —                     | —     |
| Antonín Vyšohlíd    | KSČM           | KSČM              | BEZPP                 | 2 776                 | 8,09  | —                     | —     |
| MUDr. Soňa Hlavová  | SPO            | SPO               | SPO                   | 2 606                 | 7,60  | —                     | —     |
| Martin Strnad       | Úsvit          | Úsvit             | O.K. strana           | 1 086                 | 3,16  | —                     | —     |

### Rok 2022
Senátor Petr Šilar ve volbách v roce 2022 již svůj mandát neobhajoval. O senátorské křeslo svedli duel technolog Stanislav Ešner za hnutí ANO a dlouholetý starosta Letohradu Petr Fiala, kandidující za KDU-ČSL a SproK. Původně trojici kandidátů uzavíral místostarosta České Třebové Josef Kopecký, kterého do voleb vyslala ODS. Kopecký ale později sám z osobních důvodů odstoupil.
Novým senátorem byl již v prvním kole zvolen Petr Fiala, který získal 65,66 % hlasů. Jeho vyzyvatel Stanislav Ešner získal 34,33 % hlasů.
| Kandidát | Kandidát        | Volební strana | Navrhující strana | Politická příslušnost | Počet hlasů (1. kolo) | %     |
| -------- | --------------- | -------------- | ----------------- | --------------------- | --------------------- | ----- |
|          | Petr Fiala      | KDU-ČSL, SproK | KDU-ČSL           | SproK                 | 24 433                | 65,66 |
|          | Stanislav Ešner | ANO            | ANO               | ANO                   | 12 773                | 34,33 |

## Volební účast
|  | nejvyšší volební účast |  | nejnižší volební účast |

| Rok  | % (1. kolo) | % (2. kolo) |
| ---- | ----------- | ----------- |
| 1996 | 38,18       | 32,12       |
| 1998 | 50,39       | 20,54       |
| 2004 | 32,34       | 19,62       |
| 2010 | 49,31       | 25,56       |
| 2016 | 36,26       | 14,96       |
| 2022 | 42,61       | —           |